# Bodilus hastatus
Bodilus hastatus är en skalbaggsart som beskrevs av Edmund Reitter 1892. Bodilus hastatus ingår i släktet Bodilus och familjen Aphodiidae. Inga underarter finns listade.